# What's It Gonna Be?!
What's It Gonna Be?! é um single de Busta Rhymes, com participação da cantora de R&B Janet Jackson, lançado em 9 de março de 1999. A canção foi um sucesso nas paradas, chegando a terceira posição da Billboard Hot 100 e foi nomeada para um Grammy Award de Melhor Performance de Rap por um Duo ou Grupo em 2000.

## Lista de faixas

### US - 12" vinyl Maxi Single
- A1. What's It Gonna Be?! (LP Version - Dirty) (5:28)
- A2. What's It Gonna Be?! (Instrumental) (5:28)
- A3. What's It Gonna Be?! (LP Version Clean - Edit) (4:19)
- B1. What's It Gonna Be?! (LP Version - Clean) (5:28)
- B2. What's It Gonna Be?! (Instrumental) (5:28)

### Germany 5" CD Single
- What's It Gonna Be?! (Soul Society Remix) (3:56)
- What's It Gonna Be?! (LP Clean Version - Edit) (4:04)
- What's It Gonna Be?! (Micky Finn D&B Remix) (5:59)

### US 5" CD Single
- What's It Gonna Be?! (LP Version Clean - Edit) (4:09)
- What's It Gonna Be?! (LP Version Clean) (5:29)

### UK - Cassette Single
- A1. What's It Gonna Be?! (LP Version Clean - Edit) (4:09)
- A2. What's It Gonna Be?! (Soul Society Remix) (3:53)
- B1. What's It Gonna Be?! (LP Version Clean - Edit) (4:09)
- B2. What's It Gonna Be?! (Soul Society Remix) (3:53)

## Versões Oficiais/Remixes
- 2000 Watts Extended Vocal Remix (6:56)
- 2000 Watts Radio Edit (3:53)
- 2000 Watts Dub (6:46)
- 2000 Watts Instrumental (6:42)
- Acappella (4:19)
- Album Version [Dirty] (5:28)
- Album/LP Edit [Clean] (4:09)
- David Anthony Remix (4:21)
- Instrumental/TV track (5:28)
- Micky Finn D&B Remix (6:00)
- Soul Society Remix (3:53)
- Soul Society Remix Extended (4:52)

## Paradas
A canção alcançou o número 3 na parada de singles americana Billboard Hot 100 e chegou ao topo em ambas as paradas Hot R&B/Hip-Hop Singles & Tracks e Hot Rap Tracks. Também foi uma das 10 melhores no Reino Unido e na Austrália. Foi um sucesso moderado na Europa chegando as 40 melhores na maioria dos países. A canção vendeu 850.000 cópias nos EUA.
| Parada (1999)                                   | Melhor posição |
| ----------------------------------------------- | -------------- |
| Australian Singles Chart                        | 65             |
| Belgium Singles Chart                           | 33             |
| Canadian Singles Chart                          | 11             |
| Finland Singles Chart                           | 43             |
| German Singles Chart                            | 42             |
| Holland Singles Chart                           | 21             |
| Japan Sales Chart                               | 34             |
| Netherlands Singles Chart                       | 24             |
| South African Sales Chart                       | 7              |
| Sweden Singles Chart                            | 52             |
| Switzerland Singles Chart                       | 41             |
| UK Singles Chart                                | 6              |
| U.S. Billboard Hot 100                          | 3              |
| U.S. Billboard Hot R&B/Hip-Hop Singles & Tracks | 1              |
| U.S. Billboard Hot Rap Tracks                   | 1              |
| U.S. Billboard Rhythmic Top 40                  | 5              |
| U.S. Top 40 Mainstream                          | 40             |

| Parada de fim de ano (1999) | Posição |
| --------------------------- | ------- |
| U.S. Billboard Hot 100      | 27      |